# ألان ديكسترا
ألان ديكسترا (بالإنجليزية: Allan Dykstra) هو لاعب كرة قاعدة أمريكي، ولد في 21 مايو 1987 في سان دييغو في الولايات المتحدة.

## وصلات خارجية
- ألان ديكسترا على موقع دوري كرة القاعدة الرئيسي (الإنجليزية)
- ألان ديكسترا على موقعبيزبول رفرنس.كوم (الدوري الرئيسي) (الإنجليزية)
- ألان ديكسترا على موقعبيزبول رفرنس.كوم (الدوري الثانوي) (الإنجليزية)
- ألان ديكسترا على موقع إي إس بي إن.كوم (أم.أل.بي) (الإنجليزية)
- ألان ديكسترا على موقع مشجعي الرسوم البيانية (الإنجليزية)